# Come on Over Tour
Come on Over Tour est la première tournée effectuée par la chanteuse et compositeur canadienne Shania Twain à l'appui de son troisième album studio,Come on Over. Le spectacle s'est effectué en Amérique du Nord, en Europe et en Australie. Le Tour est devenu l'un des circuits avec les plus grosses recettes en 1998 et 1999, selon les estimations, recettes de plus de 100 millions de dollars.

## Dates des concerts

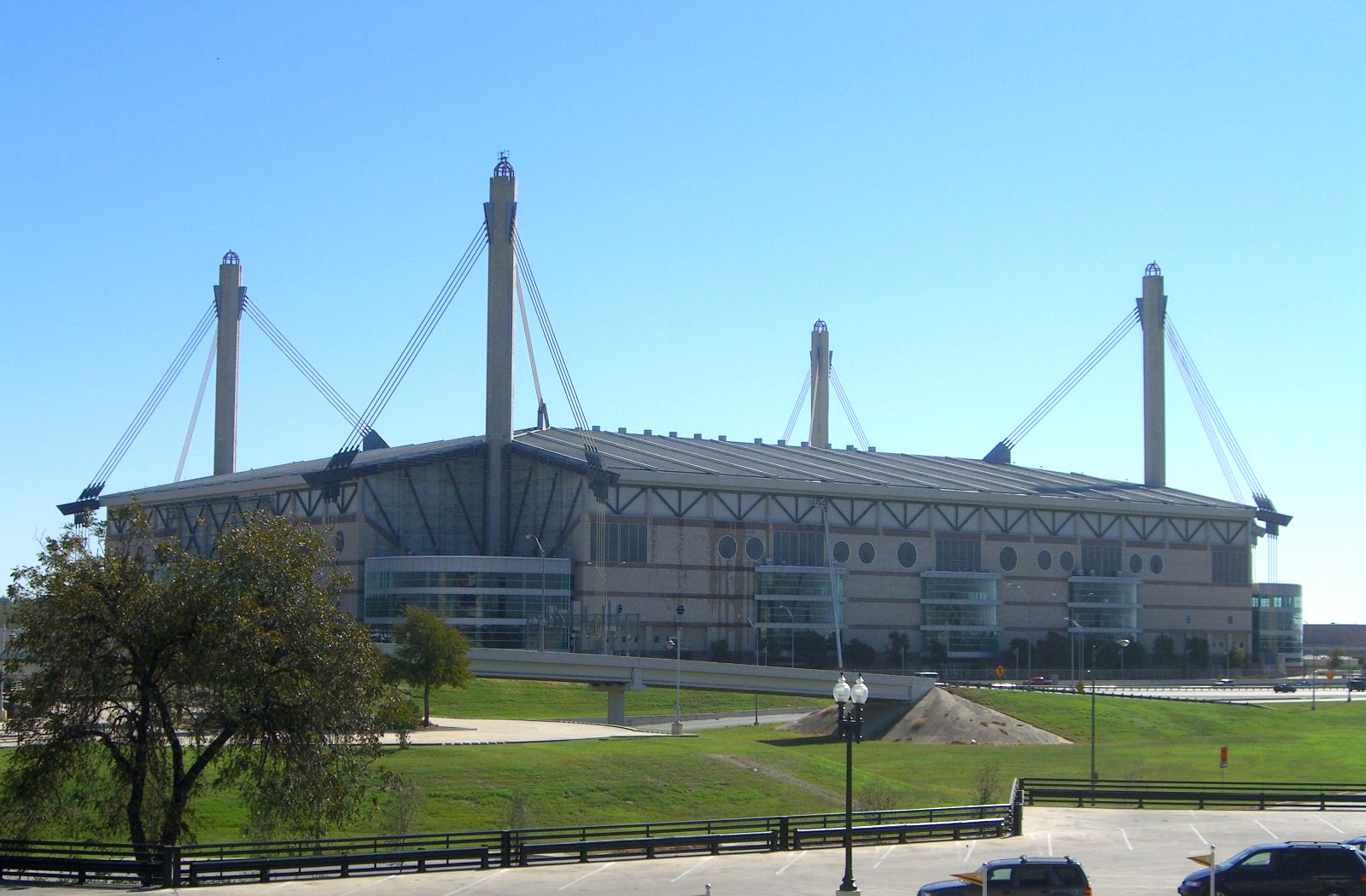
Alamodome San Antonio 77 000 places 1/11/1998
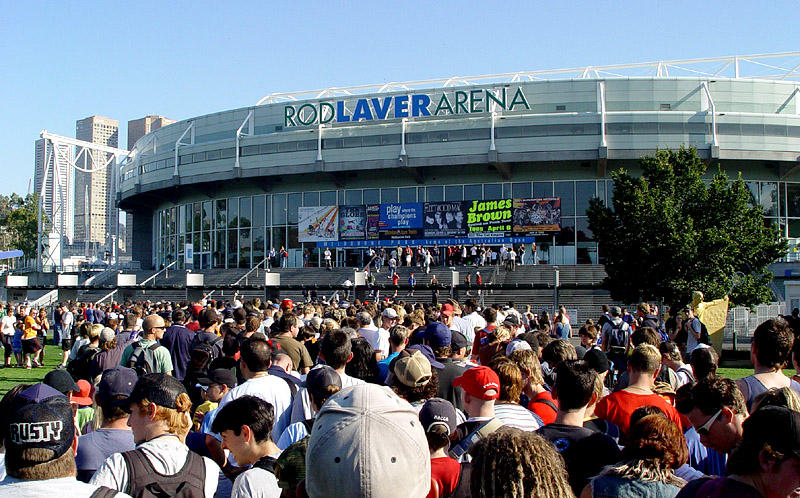
Rod Laver Arena, Melbourne 15 000 places 17-18/02/1999
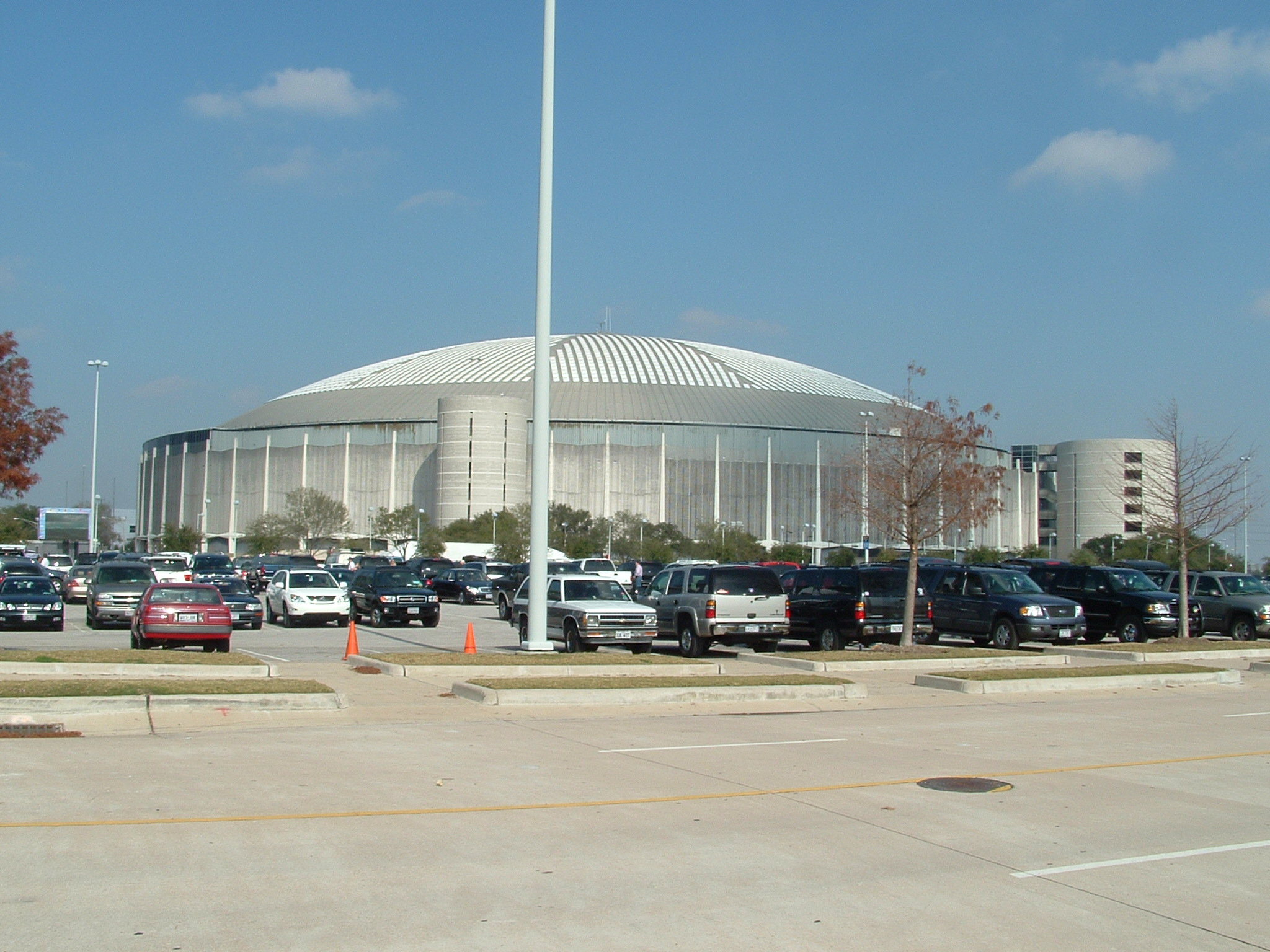
Reliant Astrodome Houston 68 000 places 22/02/1999
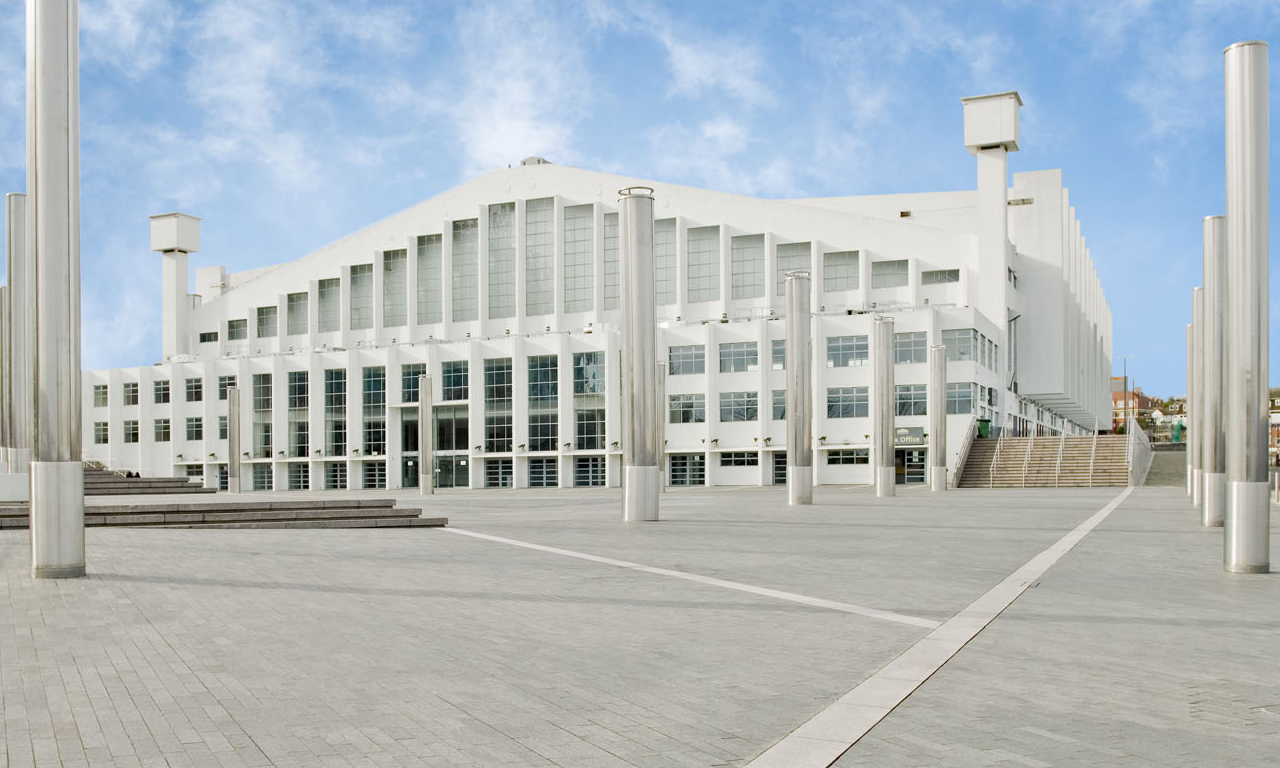
Wembley Arena Londres 15 000 places 8/07/1999
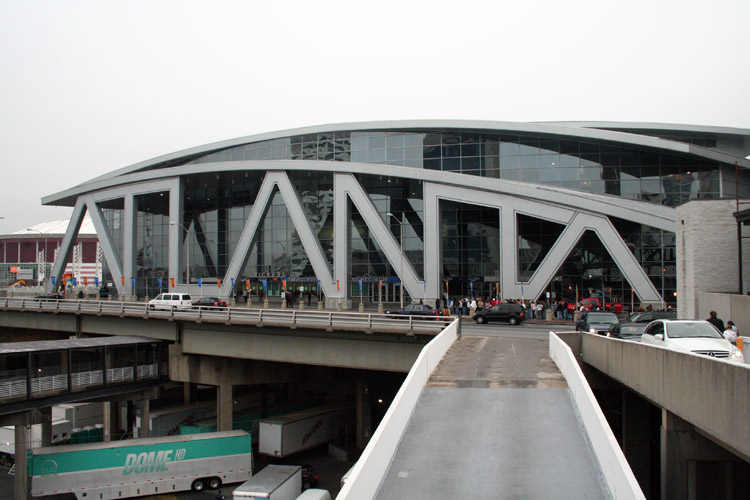
Philips Arena Atlanta 15 000 places 18/11/1999